# 横浜市立茅ヶ崎中学校
横浜市立茅ケ崎中学校（よこはましりつ ちがさきちゅうがっこう）は神奈川県横浜市都筑区茅ケ崎南にある公立中学校。

## 概要
開校日は1981年4月1日。
緑に囲まれた学校であり、茅ケ崎小学校と隣接する。部活動が盛んで、陸上部、バドミントン部、吹奏楽部、バレーボール部などが活躍している。

## 沿革
- 1981年 - 創立。9月に校章が制定される
- 1982年 - 12月に校旗が制定される
- 1985年 - 2月に校歌が制定される
- 1990年 - 創立10周年を迎える
- 1997年 - 増築工事、改築工事が着手
- 1998年 - 増築・改築工事・格技場建築工事完成記念式典
- 2002年 - 創立20周年

## 学校行事
- 4月 - 入学式、新入生を迎える会
- 5月 - 1年遠足、2年校外学習、3年修学旅行
- 6月 - 体育祭
- 9月 - 文化祭（ふれあい祭）
- 10月 - 合唱コンクール
- 3月 - 卒業生を送る会

## 通学区域（出身も含む）
2022年5月25日現在、通学区域は以下の通りである。
- 桜並木
- 茅ケ崎南
- 長坂
- 平台
- 茅ケ崎町
- 茅ケ崎中央
- 茅ケ崎東

## 進学前小学校
以下の小学校の全域から進学できる。
- 横浜市立茅ケ崎小学校
- 横浜市立茅ケ崎台小学校
- 横浜市立茅ケ崎東小学校

## 主な進学高校
2005年度（平成17年度）の学区撤廃以前は『横浜北部学区』に属していた。進学先公立高等学校としては、旧学区に立地する高校および横浜市営地下鉄ブルーライン沿線の各校が想定される。
《旧横浜北部学区》
- 神奈川県立市ケ尾高等学校
- 神奈川県立荏田高等学校
- 神奈川県立川和高等学校
- 神奈川県立霧が丘高等学校
- 神奈川県立新栄高等学校
- 神奈川県立田奈高等学校
- 神奈川県立白山高等学校
- 神奈川県立元石川高等学校

《横浜市営地下鉄ブルーライン沿線》（旧横浜東部学区まで）
- 神奈川県立岸根高等学校
- 神奈川県立港北高等学校
- 神奈川県立城郷高等学校
- 神奈川県立新羽高等学校
- 神奈川県立横浜翠嵐高等学校

## 部活動

### 運動部
- 男子サッカー部
- 野球部
- 男子バスケットボール部
- 女子バスケットボール部
- 男子バレーボール部
- 女子バレーボール部
- 女子ソフトテニス部
- 男子バドミントン部
- 女子バドミントン部
- 卓球部
- 水泳部
- ダンス部
- 剣道部
- 陸上部

### 文化部
- 吹奏楽部
- 合唱部
- 家庭部
- 将棋部
- パソコン部
- 美術部
- 演劇部

## 著名な卒業生
- 浅野崇史 - プロバスケットボール選手（bjリーグ・埼玉ブロンコス所属）：2001年卒業
- 中村礼子 - 競泳背泳ぎ選手
- 川口翔平 - 俳優
- 板山祐太郎 - プロ野球選手

## アクセス
- 横浜市営バス「302」系統で、「茅ヶ崎中学校前」停留所下車。